# Brend (Fluss)
Die Brend ist ein knapp 30 Kilometer langer orografisch rechter und nordwestlicher Nebenfluss der Fränkischen Saale in den Landkreisen Fulda (Hessen) und Rhön-Grabfeld (Bayern). Sie fließt innerhalb des Naturparks Bayerische Rhön und des Biosphärenreservats Rhön.

## Name
Der Name Brend geht aus dem indogermanischen Wort bhrendh, das aufschwellen bedeutet, hervor. Der Fluss gab dem Ort Brendlorenzen seinen Namen.

## Geographie

### Quelle

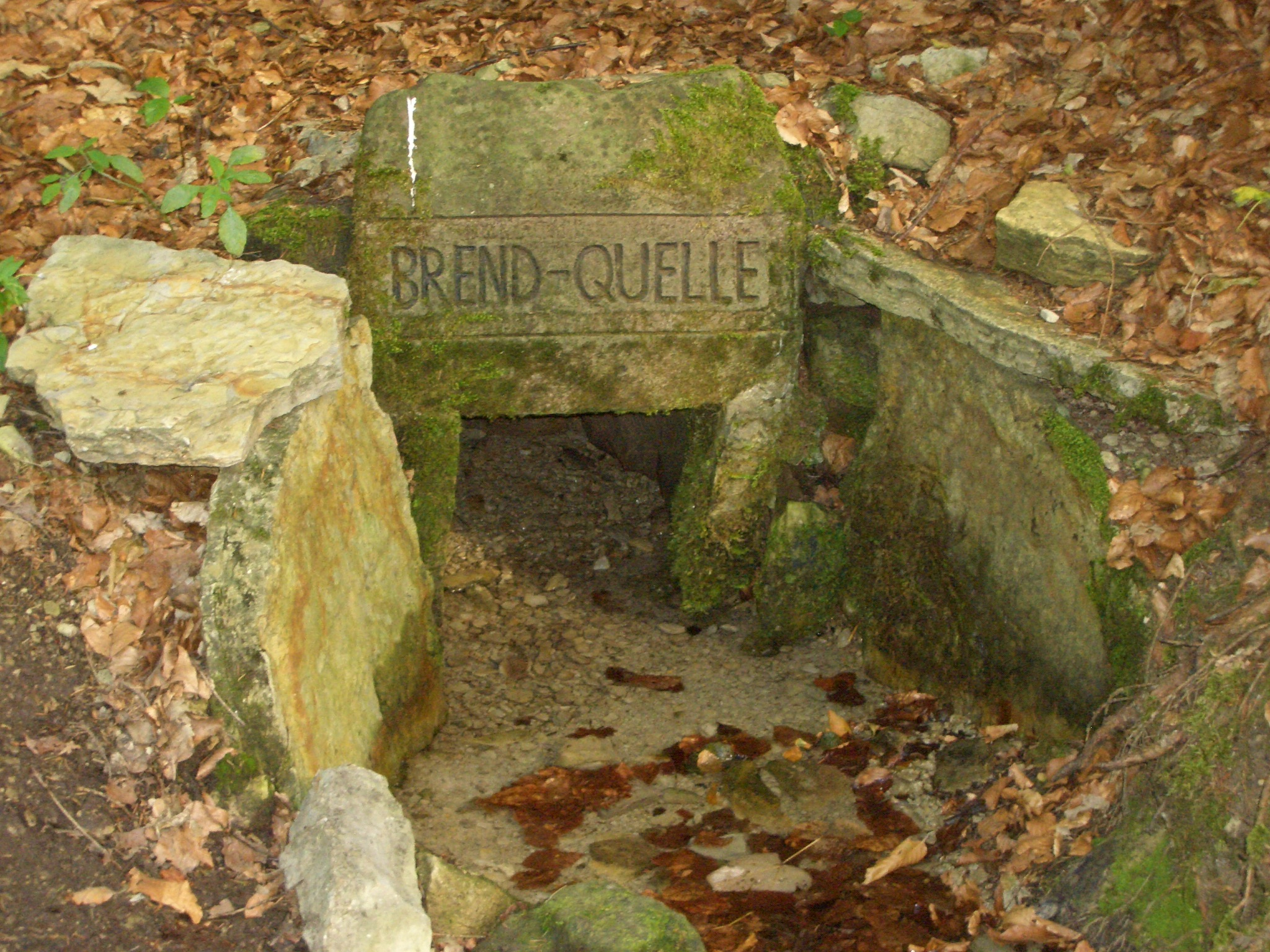
Brendquelle

Die Brend entspringt in der Rhön aus mehreren Quellen zwischen Gersfeld und Bischofsheim in der Rhön. Die Hauptquelle liegt in Hessen südöstlich vom Ortsteil Rodenbach am Fuße des Simmelsberges (843 m ü. NHN). Sie befindet sich nahe der Landesgrenze, etwa 600 Meter nordöstlich der Passhöhe Schwedenschanze. Der dort entspringende Bach fließt etwa 170 m auf hessischem Boden, ehe er nach Bayern wechselt. Etwa 30 m weiter talabwärts nimmt er das Wasser der gefassten Quelle auf.
Die gefasste Brendquelle liegt nordwestlich von Oberweißenbrunn am Fuße des Teufelsberges (844 m ü. NHN). Sie findet man, von dem Parkplatz auf der Passhöhe oder von Oberweißenbrunn den Radweg herauf kommend, wenn man die Schwedenschanze links liegen lässt und dem rechten der beiden Waldwege etwa einen Kilometer in den Wald folgt. Bei einem kleinen Schild an einem Baum führen rechts einige Stufen nach unten. Nach weiteren 50 Metern entspringt die Brend aus dem Fels. Dieser Quellbach vereinigt sich nach ungefähr 35 m mit dem aus Hessen kommenden Oberlauf.

### Verlauf
Nach ihrer Quelle fließt die junge Brend durch den Weißenbrunner Graben nach Süden. Sie trifft dann auf die B 279, die sie von dort an begleitet. Die Brend ändert anschließend ihre Fließrichtung nach Südosten und verläuft an den Südosthängen des Teufelsberges durch die Flur Hölle nach Oberweißenbrunn. Über Frankenheim und die Kernstadt Bischofsheim erreicht sie Unterweißenbrunn, wo sie von ihrem größten Zufluss, der am Heidelstein (926 m ü. NHN) entspringenden Leutenau, verstärkt wird. Deren Oberlauf stürzt bei Holzberg den Wasserfall Teufelsmühle herab.
Danach bildet die Brend für etwa 640 m die Grenze zur Marktgemeinde Oberelsbach und hinter Wegfurt gelangt sie auf das Gemeindegebiet von Schönau an der Brend. Dort verlässt sie den Naturpark Bayerische Rhön und fließt weiter im Biosphärenreservat Rhön. Am rechten Ufer reicht das gemeindefreie Gebiet Burgwallbacher Forst bis an den Fluss. Die Brend überquert kurz darauf die Grenze nach Bad Neustadt, fließt durch den Stadtteil Brendlorenzen und mündet östlich der Altstadt in den Mainzufluss Fränkische Saale.

### Einzugsgebiet
Die Brend entwässert die Senke zwischen dem Kreuzberg und dem Heidelstein in der bayerischen Rhön, sowie das in Hessen gelegene Rote Moor.
96,2 % des ca. 140 km² großen Einzugsgebiets liegen in Bayern, 3,8 % in Hessen . Im Nordwesten stößt das Einzugsgebiet der Brend an die Wasserscheide zwischen den Flusssystemen des Rheins und der Weser. 

### Zuflüsse
- Direkte und indirekte Zuflüsse

Direkte Zuflüsse:
- Querfloß (links), in Bischofsheim in der Rhön
- Haselbacher Ortsbach oder Vorderer Haselbach (rechts), gegenüber Bischofsheim
- Hinterer Haselbach, (rechts), gegenüber der Schneidmühle von Bischofsheim
- Leutenau (links), in Unterweißenbrunn
- Mittelbach-Floß (links), nach Unterweißenbrunn
- Liederbach (links)
- Brunnenfloß (rechts), am Ortsende von Wegfurt
- Weisbach (links), nach Wegfurt
- Debach (rechts), vor Schönau an der Brend
- Krummbach (rechts), in Schönau
- Lembach (links), nach Schönau
- Liesbach (links). bei Kollertshof
- Bersbach (links), in Brendlorenzen
- Solzbach (rechts), bei Bad Neustadt an der Saale

### Flusssysteme Fränkische Saale
- Fließgewässer im Flusssystem Fränkische Saale

## Biosphäre

### Flora und Vegetation
Am Oberlauf der Brend wachsen entlang des Bachlaufes Pestwurzen. Die Davallseggenriede werden durch das kalkhaltige Wasser begünstigt. Auch die charakteristischen Sauergrasarten wie Breitblättriges Wollgras, Floh-Segge und Davalls Segge sowie eine große Vielfalt von Blütenpflanzen gibt es dort, insbesondere Orchideen wie Sumpf-Stendelwurz, Mücken-Händelwurz und Geflecktes Knabenkraut. Auf den Kalksinterstufen wachsen Riesenschachtelhalme. Auch der Märzenbecher kommt an der Brend vor.

### Fauna
An den Ufern der Brend sind der  Feuersalamander, der Europäische Bachhaft, die Bekassine, der Wiesenpieper, die Wasseramsel und der Wachtelkönig heimisch. Im Fluss selbst kommen Äsche, Bachforelle, Bachneunauge, Elritze, Gründling und Mühlkoppe vor.

## Verkehrsanbindung
Die Bahnstrecke Bad Neustadt–Bischofsheim im Tal der Brend wurde 1989 stillgelegt. Der Brendtal-Radweg verläuft entlang des früheren Bahndamms. Die Bundesstraße 279 führt durch das Tal. Kurz vor der Mündung in die Fränkische Saale kreuzt die Bundesstraße 19 die Brend.